# Hapten
Hapteny (z gr. haptein – zamocować, zamknąć; synonimy: antygeny cząstkowe lub resztkowe) - substancje o małej masie cząsteczkowej (zwykle poniżej 5000 Da), które mogą wywoływać odpowiedź odpornościową jedynie w połączeniu z białkami, chociaż następnie są rozpoznawane przez limfocyty już bez obecności tych białek. Do immunizacji haptenem niezbędny jest zatem nośnik białkowy skoniugowany z haptenem. W pracach doświadczalnych często stosuje się owoalbuminę (białko jaja kurzego), hemocyjaninę lub albuminę surowicy bydlęcej jako białko nośnikowe  oraz dinitrofenol (DNP) lub trinitrofenol (TNP) jako hapteny. W wyniku immunizacji powstają zarówno przeciwciała skierowane przeciwko haptenowi, jak i nośnikowi, jak i jedynie kompleksowi hapten-nośnik. W wywołaniu odpowiedzi odpornościowej na hapten istotny jest stosunek liczby cząsteczek haptenu do liczby cząsteczek nośnika. Jeśli jest on zbyt duży, dojdzie do wytworzenia tolerancji immunologicznej, natomiast stosunek zbyt niski nie doprowadzi do odpowiedzi na hapten. Do odpowiedzi na hapten może dojść jedynie w przypadku, gdy w organizmie obecne są zarówno limfocyty T, jak i limfocyty B mogące go rozpoznać. Wcześniej uważano, że hapten musi być związany z nośnikiem kowalencyjnie, ale nie zawsze jest to regułą.
Praktyczne znaczenie haptenów wynika z faktu, że wiele leków, po związaniu się z białkami surowicy, może wywoływać odpowiedź odpornościową przeciwko sobie, chociaż normalnie nie wykazują tej właściwości – są więc haptenami. Efektem podania leku uczulonej osobie może być wstrząs anafilaktyczny, towarzyszący np. podaniu penicyliny w formie iniekcji. Haptenami mogą być nawet jony metali, a w praktyce niemal każda cząsteczka, którą można połączyć z białkami.
Wykrywanie haptenów metodami immunologicznymi jest utrudnione ze względu na mały rozmiar haptenów i związane z tym problemy czułości i swoistości testów. W praktyce do tego celu stosuje się kompetycyjny test immunoenzymatyczny, który przełamuje te ograniczenia. Metodę tę stosuje się w analizie żywności, wykrywaniu drobnocząsteczkowych leków i toksyn oraz hormonów, np. w testach antydopingowych.
Termin hapten został wprowadzony przez Karla Landsteinera i Johna Jacobsa w 1936 roku, których prace w latach 30. XX wieku zapoczątkowały badania nad haptenami.